# Vijećnica

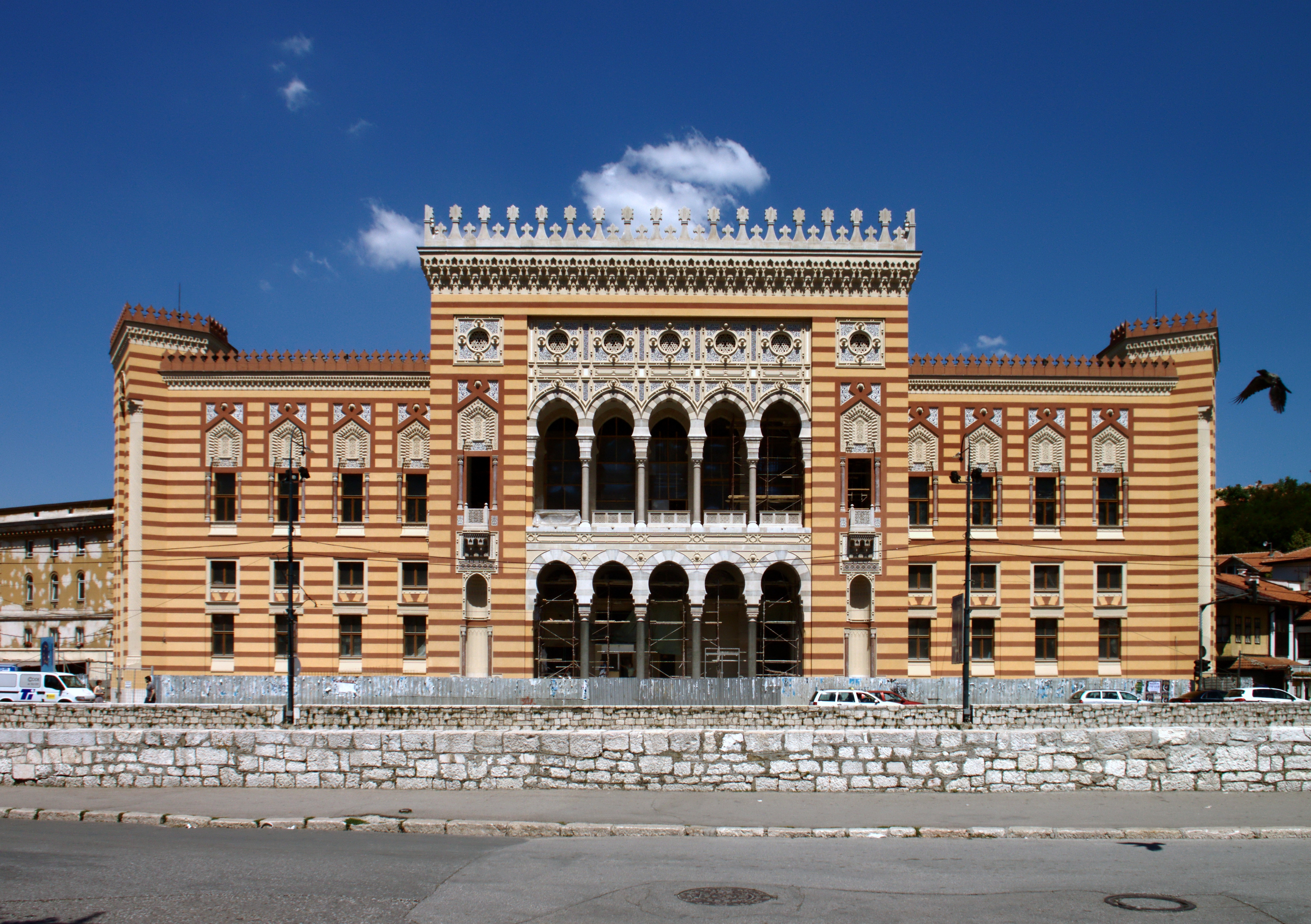
Die Vijećnica nach der Fassadensanierung im Jahr 2013

Die Vijećnica (serbokroatisch-kyrillisch Вијећница) in Sarajevo ist als ehemaliges Rathaus sowie Sitz der Nationalbibliothek von Bosnien und Herzegowina eines der bekanntesten Gebäude der Stadt.

## Gebäude- und Nutzungsgeschichte

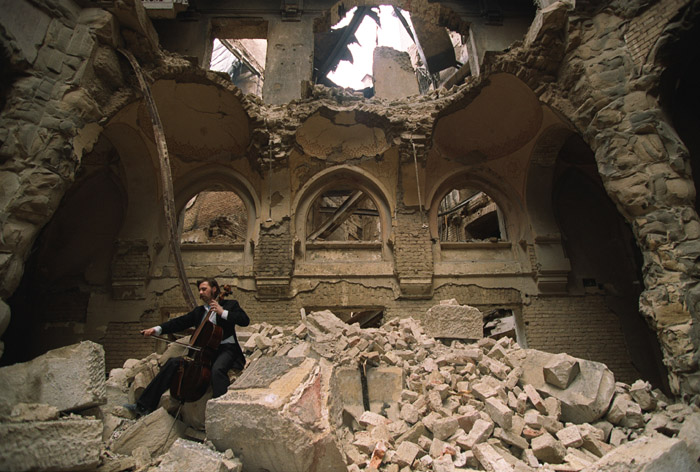
Vedran Smajlović spielt Cello im zerstörten Bibliotheksgebäude (1992)

Der erste Entwurf wurde 1891 vom tschechischen Architekten Karel Pařík angefertigt, doch nach Kritik des Gouverneurs Benjámin Kállay beendete er das Projekt. Das Gebäude wurde dann 1892–1894 nach Plänen des österreichischen Architekten Alexander Wittek als Rathaus erbaut. Wittek nutzte für die Planung zahlreicher Details am Rathausbau entsprechende Vorbilder aus seinen Studien in Ägypten von der im 14. Jahrhundert errichteten Sultan-Hasan-Moschee sowie von der aus dem 15. Jahrhundert stammenden Grabmoschee des Kait-Bay, beide in Kairo.
Das Gebäude gilt als eines der bedeutendsten Beispiele des sogenannten pseudo-maurischen Stils. Der österreich-ungarische Erzherzog und Thronfolger Franz Ferdinand besuchte das Rathaus von Sarajevo am 28. Juni 1914 zwischen dem ersten auf ihn gerichteten Attentat, das scheiterte, und dem zweiten, tödlichen Attentat. Seit 1947 wird das Gebäude als National- und Universitätsbibliothek (Nacionalna i Universitetska Biblioteka Bosne i Hercegovine) genutzt.

## Zerstörung und Wiederaufbau

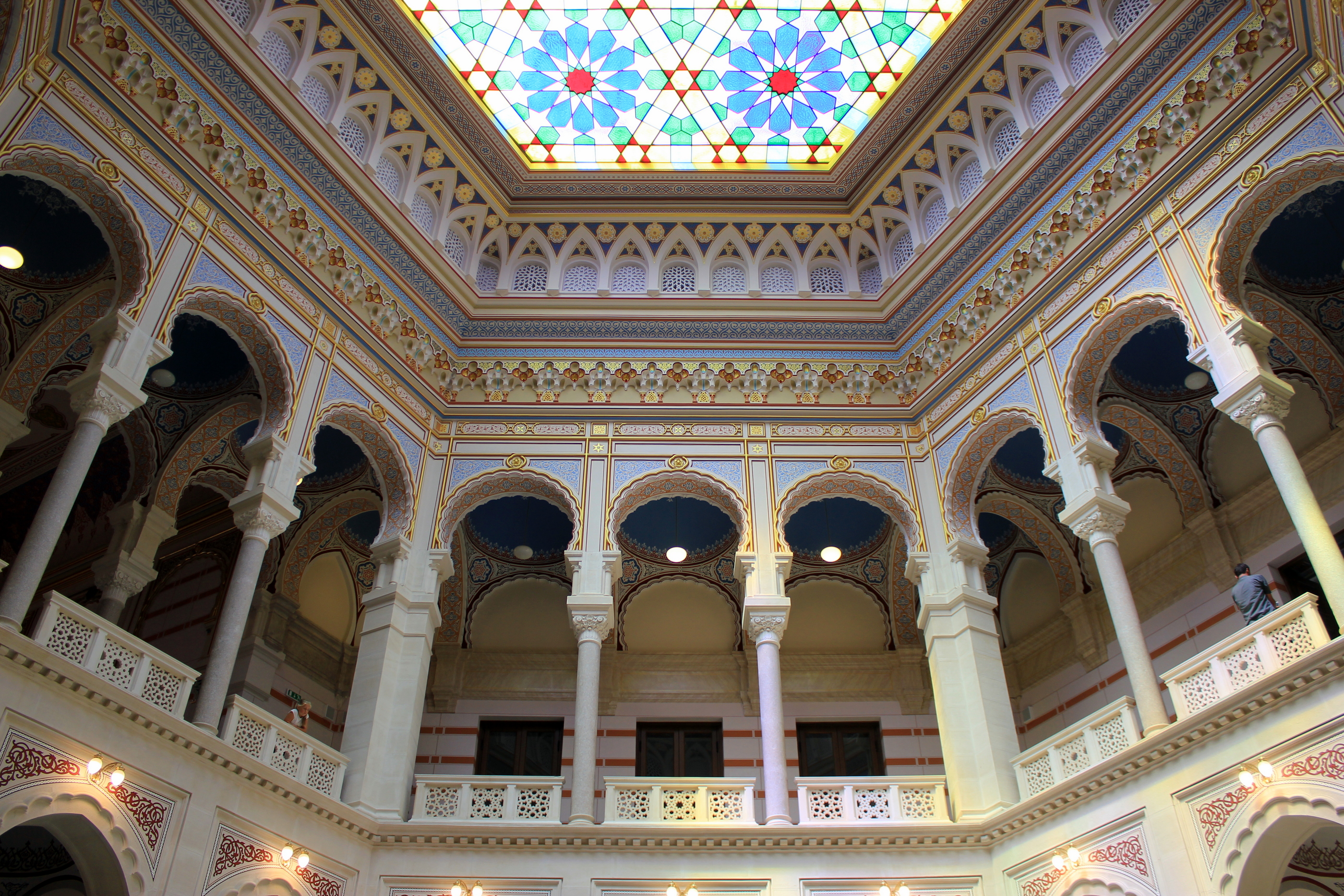
Innenansicht nach der Restaurierung

Während der Belagerung von Sarajevo im Bosnienkrieg (1992–1995) wurde die Bibliothek in der Nacht vom 25. zum 26. August 1992 durch Beschuss serbischer Belagerer schwer beschädigt. Mehr als 2 Millionen Bücher und Dokumente verbrannten. Unter der Leitung des Architekten Nedžad Mulaomerović wurde das Gebäude, auch mit Fördermitteln der EU, ab 1996 wiedererrichtet und restauriert. Bei der Rekonstruktion halfen unter anderem von früheren Besuchern gemachte Fotos aus privaten Beständen. Weitere Dokumente fanden sich in Archiven in Wien, Budapest und Belgrad. In der ungarischen Zsolnay Porzellanmanufaktur in Pécs, die schon die ursprünglichen Kacheln an der Außenfassade hergestellt hatte, fand man deren originale, handgemalte Vorlagen. Auch die neuen Kacheln wurden von Zsolnay angefertigt. Am 9. Mai 2014 wurde die wiedererrichtete Vijećnica eröffnet. Beherbergen soll sie in Zukunft Teile der Stadtverwaltung, der Nationalbibliothek und ein Café sowie eine Ausstellung zur Geschichte der Stadt in den Kellerräumen.